# Павлівка (Божедарівська селищна громада)
Павлі́вка — село в Україні, у Божедарівській селищній громаді Кам'янського району Дніпропетровської області.
Населення — 138 мешканців.

## Географія
Село Павлівка знаходиться на березі річки Саксагань, вище за течією на відстані 1 км розташоване село Божедарівка, нижче за течією на відстані 1,5 км розташоване село Катеринопіль, на протилежному березі — село Божедарівка. Річка в цьому місці звивиста, утворює лимани, стариці і заболочені озера.

## Населення

### Мова
Розподіл населення за рідною мовою за даними перепису 2001 року:
| Мова       | Відсоток |
| ---------- | -------- |
| українська | 96,4 %   |
| російська  | 3,6 %    |